# Allan J. Erslev
Allan Jacob Erslev (født 20. april 1919 i Gentofte, død 12. november 2003 i Haverford, Pennsylvania) var en danskfødt læge, der siden flyttede til USA, hvor han opdagede hormonet erythropoietin, bedre kendt under forkortelsen EPO.
Erslev var søn af Aage Holger Erslev (31. marts 1885 – 28. april 1948), en halvbror til historikeren Kristian Erslev, og Anna Elisa, født Henriques (12. oktober 1890 – 13. juni 1942). Han tog studentereksamen 1937 og blev cand.med. fra Københavns Universitet i 1945. Han arbejdede derefter som kandidat ved Viborg Sindssygehospital 1945 og Gentofte Amtssygehus 1945–1946. Herefter emigrerede han til USA, hvor han slog sig ned i New York og var vikar ved Babies & Children's Hospital of New York, en del af New York-Presbyterian Hospital i 1946. 1946–1947 var han knyttet til The Sloan-Kettering Institute for Cancer Research og Memorial Hospital for Cancer and Allied Diseases inden han i 1948 blev kandidat ved Bellevue Hospital.
1950 blev han ansat ved Yale University, og efter 1953–1955 at have været kaptajn i den amerikanske hær blev han ansat ved Harvard University. I 1959 blev han professor ved Thomas Jefferson University i Philadelphia, hvor han blev, indtil han gik på pension i 2002. 1963–1985 var han leder af Cardeza Foundation of Hematologic Research Institute ved universitetet.
Opdagelsen af hormonet EPO skete, mens Erslev var ansat ved Yale University, men hans forskning i hormonet fortsatte i mange år derefter med det formål at finde ud af, hvordan hormonet kunne masseproduceres til medicinsk brug.
Med hustruen Betsy Lewis fik Erslev fire børn: Wendy Erslev (født 10. juni 1949), Carole Erslev (født 28. november 1951), Eric Erslev (født 30. januar 1954) – siden 1995 professor i geologi ved Colorado State University – og Kim Erslev.